# Giovanni Azzone
Giovanni Azzone (Milano, 24 novembre 1962) è un ingegnere gestionale italiano, rettore del Politecnico di Milano dal 1º dicembre 2010 al 31 dicembre 2016.

## Carriera
Laureato nel 1986 in ingegneria delle tecnologie industriali ad indirizzo economico-organizzativo (ora ingegneria gestionale) presso il Politecnico di Milano, nello stesso ateneo ha intrapreso la carriera accademica nel settore dell'ingegneria gestionale, ricoprendo a partire dal 1994 il ruolo di Professore di Impresa e decisioni strategiche. Dal 2002 al 2010 è stato prorettore vicario del Politecnico di Milano e dal 2010 al 2016 ne è stato rettore (nel 2017 gli subentrerà Ferruccio Resta) promuovendo nel suo mandato una forte spinta verso l’internazionalizzazione e la responsabilità sociale dell’Ateneo.
Autore di 13 monografie e di oltre 80 articoli su riviste internazionali, Giovanni Azzone svolge attività di ricerca nel campo dell’analisi organizzativa, del controllo di gestione e del reporting in imprese industriali e Pubbliche Amministrazioni, con particolare riferimento agli aspetti connessi alla digitalizzazione e alla sostenibilità. Oltre alla sua attività di ricerca, ha prestato la sua trentennale esperienza al servizio del settore pubblico, del settore privato e del no profit, ricoprendo diversi incarichi istituzionali apicali e attività di consulenza a livello nazionale ed internazionale.
Oltre all'attività accademica, Giovanni Azzone ricopre le seguenti cariche:
- Dal 2023 è Presidente di Fondazione Cariplo
- Dal 2022 è Presidente di  IFOM, l’istituto di ricerca sull’oncologia molecolare di Fondazione AIRC per la ricerca sul cancro
- Dal 2022 è membro del Consiglio di Amministrazione del Conservatorio di Milano.
- Dal 2021 svolge l’incarico di Ombudsman presso l’Istituto Italiano di Tecnologia
- Dal 2019 è membro dello Scientific Advisory Board di  NGInfra, organizzazione no profit per lo studio delle infrastrutture di nuova generazione, promossa dai sei principali gestori di infrastrutture olandesi.
- Dal 2017 è Advisor della  Fondazione Zegna per il Progetto EZ Scholarship.
- Dal 2015 è membro del Comitato Etico di  AssoCunsult-Confindustria.

Nell'ambito universitario e della ricerca Giovanni Azzone ha ricoperto i seguenti incarichi istituzionali:
- Rettore del Politecnico di Milano (2010-2016)
- Membro del Consiglio per l’Accreditamento delle Università Svizzere (2015-2018)
- Presidente del Network T.I.M.E. (2013-ottobre 2015), Presidente di Alliance 4 Tech (2016) e Membro dell’Heads Board di  Idea League (2016), tre delle più importanti partnership strategiche tra università tecniche europee.
- Membro del Board di Ècole Centrale Paris (2012-14)
- Membro del Consiglio di amministrazione della Scuola Universitaria Professionale della Svizzera Italiana (2004-2011).
- Vicepresidente del Comitato Nazionale per la Valutazione del Sistema Universitario, presso il Ministero dell’Istruzione, Università e Ricerca (2004-novembre 2010)
- Academic Vice President di Unitech, una associazione non profit di 8 delle principali scuole di ingegneria europee e di una ventina di imprese multinazionali, finalizzata alla formazione di eccellenza nel campo dell’ingegneria in ambito europeo (2002-2006)
- Membro del Consiglio di amministrazione del Consorzio Interuniversitario di Studi Avanzati, costituito da Luiss, Politecnico di Milano e  Scuola Superiore S. Anna di Pisa (2004-2006).

Nell'ambito not for profit Giovanni Azzone ha ricoperto i seguenti incarichi istituzionali:
- Membro del Consiglio di Amministrazione della Fondazione AIRC per la ricerca sul cancro (2021-2022)
- Membro del Comitato di Indirizzo della Fondazione B.E.I.C., in rappresentanza del Ministro dei Beni e delle Attività Culturali e del Turismo (2017- 2021).
- Presidente della Fondazione di Comunità Milano, promossa da Fondazione Cariplo (2018-2020).
- Responsabile della struttura di missione Casa Italia, presso la Presidenza del Consiglio dei Ministri (2016-2018), progetto voluto dal governo per la ricostruzione delle aree colpite dal Terremoto del Centro Italia del 2016[3].
- Membro del SIBAC-Seoul International Business Advisory Council (2015-2018)
- Consulente dell’Organismo Indipendente di Valutazione del Ministero dell’Economia e delle Finanze (2016-2017)
- Membro del Consiglio di Amministrazione di La Triennale di Milano (2014-2016)
- Membro del Comitato di coordinamento della valutazione dell’ENEA (2009)
- Membro del Comitato tecnico scientifico per il coordinamento in materia di valutazione e controllo strategico nelle amministrazioni dello Stato, presso la Presidenza del Consiglio dei Ministri (2000-2006)
- Membro del Collegio di Direzione dell’Ufficio di Controllo Interno della Presidenza del Consiglio dei Ministri (1999-2002)
- Membro del Comitato scientifico del Nucleo per la semplificazione delle norme e delle procedure, presso la Presidenza del Consiglio dei Ministri (2000)
- Membro del Comitato di Pilotaggio del Progetto “controllo di gestione: analisi, comparazione e diffusione di best practice”, del Dipartimento della Funzione Pubblica (2000)
- Presidente del Nucleo di Valutazione della Camera di Commercio di Lecco (2003-2005);
- Membro del Nucleo di Valutazione dei Dipartimenti dell’area tecnica del Comune di Roma (1999-2000)

Nell'ambito aziendale Giovanni Azzone ha ricoperto i seguenti incarichi:
- Presidente di  Arexpo SpA (2016-2022)
- Presidente di  Spezia & Carrara Cruise Terminal (2020-2022)
- Membro del consiglio di amministrazione di Poste italiane (2016-2023)
- Membro del Consiglio di Amministrazione di FS Italiane (2017-2018); all’interno del CdA è stato Presidente del Comitato Nomine e Remunerazioni e membro del Comitato Audit, Rischi e Governance
- Membro del Consiglio di Amministrazione di Sviluppo Como (2006-2011)
- Membro del Consiglio di Amministrazione di  ACSM spa (2000-2004)

### Attività scientifiche e di consulenza
Giovanni Azzone ha svolto e svolge attività di ricerca nel campo dell’analisi organizzativa, del controllo di gestione e del reporting in imprese industriali e Pubbliche Amministrazioni, con particolare riferimento agli aspetti connessi alla sostenibilità. In particolare ha curato la progettazione del disegno logico del Sistema di Controllo di gestione del Ministero del Tesoro, del Bilancio e della Programmazione Economica, il sistema di valutazione dei dirigenti apicali del Ministero dell’Economia e della Finanze, il sistema di valutazione dei dirigenti della Presidenza del Consiglio dei Ministri ed è stato consulente in materia di pianificazione e programmazione strategica, sistemi e modelli di valutazione e di controllo dell’Organismo Indipendente di Valutazione del Ministero dell’Economia e delle Finanze; ha inoltre svolto attività di ricerca e consulenza in gruppi industriali quali ENEL e ENI.
Ha lavorato per il Comitato Nazionale per la Valutazione del Sistema Universitario (benchmarking delle prestazioni delle attività amministrative degli Atenei), il Ministero delle infrastruttura e dei trasporti (benchmarking delle prestazioni degli UMC) la Commissione Tecnica della Spesa Pubblica (la nuova programmazione di bilancio), l’Università degli Studi di Bologna (audit del sistema di governance), l’Istat (audit organizzativo e monitoraggio del processo organizzativo), l’ENEA (audit delle competenze tecnologiche) la  Regione Lombardia, la Provincia di Milano (misura di performance del sistema di trasporto locale) e i Comuni di Milano e Roma.

## Opere
Libri e monografie di ricerca:
- Azzone, G., 1994, Innovare il sistema di controllo di gestione, Etaslibri, Milano (2ª ed., 2000).
- Azzone, G., Bertelè, U., Noci, G., 1997, L’ambiente come vantaggio competitivo: un’opportunità per le imprese, Etaslibri, Milano.
- Azzone, G., Bertelè, U., 1998, Valutare l’innovazione, Etaslibri, Milano.
- Azzone, G., Dente, B., (a cura di), 1999, Valutare per governare, Etaslibri, Milano.
- Azzone, G., 2000, La gestione ambientale degli aeroporti, IPA, Milano.
- Azzone, G., Bertelè, U., 2002, L’impresa – sistemi di governo, valutazione e controllo, Etaslibri, Milano (4ª ed., 2007).
- Azzone, G., 2006, Sistemi di controllo di gestione, Etaslibri, Milano.
- Azzone, G., 2007, Il controllo di gestione nelle amministrazioni pubbliche, Etaslibri, Milano.
- Azzone, G., Campedelli, B., Varasio, E., 2011, Il sistema di programmazione e controllo negli atenei, Il Mulino, Bologna
- Arnaboldi, M., Azzone, G., Giorgino, M., 2014, Performance measurement and management for Engineers, Elsevier.
- Arnaboldi, M., Azzone G., Periti, E., a cura di, 2019, Università Sostenibili – Progetti e azioni per campus attenti all’ambiente, Il Mulino, Bologna
- Azzone, G., Caio, F., 2019, In un mare di dati, Mondadori, Milano.
- Azzone, G., Balducci, S., Secchi, P., a cura di, 2020, Infrastrutture e città, Francesco Brioschi editore, Milano
- Azzone, G., De Felice, G., Pammolli, F., a cura di, 2022, Data4Italy. Rapporto sull’economia dei territori, Il Mulino, Bologna
- Articoli su riviste e libri internazionali
- Azzone, G., Bertelè, U., 1989, “Measuring the economic effectiveness of Flexible Automation: a new model”, International Journal of Production Research, May.
- Azzone, G., Bertelè, U., 1990, “Idle capacity and timeliness in mix change decisions”, Engineering Costs and Production Economics, 18.
- Azzone, G., Bertelè, U., Masella, C., 1991, “Design of performance measures for time based companies”, International Journal of Operation and Production Management, 11, 3.
- Azzone, G., Bertelè, U., 1991, “Planning and Controlling Investments in Computer Based Automation”, Journal of Cost Management, summer.
- Azzone, G., Bertelè, U., 1991, “Techniques for measuring the economic effectiveness of automation and manufacturing systems”, in C.T. Leondes (editor), Manufacturing and Automation Systems: Techniques and Technology, Academic Press, pp. 1-45.
- Azzone, G., Bertelè, U., 1992, “Simulation vs. analytical models for the economic evaluation of flexible manufacturing systems: an option based approach”, in R. Parsaei (editor), Economic aspects of advanced production and manufacturing systems, Chapman and Hall.
- Azzone, G., Bertelè, U., Masella, C., 1992, “Selecting techniques for the financial justification of advanced manufacturing technologies: a contingent approach”, in H.R. Parsaei, T.H. Hanley e W.G. Sullivan (eds.), Economic and financial justification of Advanced Manufacturing Technologies, Elsevier.
- Azzone, G., Cainarca, G.C., 1993, “The strategic role of quality in small size firms”, Small Business Economics, 4 (1), 63-76.
- Azzone, G., Bertelè, U., 1993, “Techniques for comparing the economic effectiveness of concurrent and traditional engineering”, in C.T. Leondes (ed.), Control and Dynamics Systems, vol. 62, Academic Press.
- Azzone, G., Masella, C., 1993, “Techniques for Measuring the Performances of Concurrent Engineering”, in C.T. Leondes (ed.), Control and Dynamic Systems, vol. 61-63, Academic Press, vol. 62.
- Azzone, G., Bertelè, U., Masella, C., 1993, “Strategic investments in new product development”, Management Decisions, 31, 5, 44-50.
- Azzone, G., Manzini, R., 1994, “Measuring strategic environmental performance”, Business Strategy and the Environment, 3, 1, 1-14.
- Azzone, G., Bertelè, U., 1994, “Exploiting green strategies for competitive advantage”, Long Range Planning, December.
- Azzone, G., Masella, C., 1994, “Management accounting: the year 2004”, in A view of tomorrow - Management Accounting in the year 2004, IFAC, New York.
- Azzone, G., Bertelè, U., Rangone, A., 1995, “Measuring resources for supporting resource based competition”, Management Decisions, 33, 9.
- Azzone, G., Rangone, A., 1996, “Measuring production competence: a fuzzy approach”, International Journal of Production Research, 34, 9, 2517-2532.
- Azzone, G., Manzini, R., Noci, G., Brophy, M., Welford, R., 1996, “Defining environmental performance indicators: an integrated framework”, Business Strategy and the Environment, June.
- Azzone, G., Manzini, R., Noci, G., 1996, “Evolutionary trends in environmental reporting”, Business Strategy and the Environment, 5, 4.
- Azzone, G., Noci, G., 1996, “Supporting decision making on TQM programmes”, management Decisions, 34, 7.
- Azzone, G., Noci, G., 1996, “Measuring the environmental performance of new products: an integrated approach”, International Journal of Production Research.
- Azzone, G., Maccarrone, P., 1997, “The emerging role of lean infrastructures in technology transfer: the case of Innovation Plaza Project”, Technovation.
- Azzone, G., Manzini, R., Noci, G., 1997, “The evolution of environmental corporate reporting in practice”, in Ulhoi, J.P., Rikhardsson, P.M., (eds.), Corporate environmental performance: measurement, reporting and audit, Borsen, Copenaghen.
- Azzone, G., Bianchi, R., Mauri, R., Noci, G., 1997, “Defining operating environmental strategies: programmes and plans within the Italian industry”, Environmental Management and health, 8, 1.
- Azzone, G., Bertelè, U., Noci, G., 1997, “At last we’re getting environmental strategies that work”, Long Range Planning, 30, 4, 562-71.
- Azzone, G., Brophy, M., Noci, G., Welford, R., Young, W., 1997, “A stakeholders’ view of environmental reporting, Long Range Planning, Vol. 30 N. 5, pp. 699-709.
- Azzone, G., Bianchi, R., Noci, G., 1997, “Implementing environmental certification in Italy: managerial and competitive implications on firms”, Eco- Management and Auditing, Vol. 4, Part 3.
- Azzone, G., 1998, “Valuating environmental investments as strategic options”, Journal of engineering valuation and cost analysis.
- Azzone, G., Noci, G., 1998, “Introducing effective environmetrics for supporting “green” product design”, Engineering Design and Automation.
- Azzone, G., Noci, G., 1998, “Seeing the environment as a source of change”, Journal of Organizational Change Management.
- Azzone, G., Noci, G., 1998, “Identifying effective PMSs for the deployment of “green” manufacturing strategies”, International Journal of Operations and Production Management.
- Azzone, G., Bianchi, R., Noci, G., 2000, “The Companies web site: different configurations and evolutionary path”, Management Decision, 38, 7
- Azzone, G., Bianchi, R., Noci, G., 2001, “Corporate websites: the drivers of different configurations”, Electronic markets, 11(2), 126-139.
- Azzone, G., Maccarrone, P., 2001, “The design of investment post-audit process in large organizations: evidence from a survey“, European Journal of Innovation Management, 4, 2, 73-87.
- Azzone, G., Lettieri, E., Masella, C., 2002, “Does Shareholder value make sense in healthcare organizations in order to assess investment proposals?”, International J. Healthcare Technology and Management, 4, 3-4, 221-238.
- Azzone, G., Dalla Pozza, I., 2003, “An integrated strategy for launching a new product in the biotech industry”, Management Decisions, 41, 9, 832-43
- Arnaboldi, M., Azzone, G., Savoldelli, A.,  2004, “Managing a public sector project: the case of the Italian Treasury Ministry”, International Journal of Project Management, 22, 213-223
- Arnaboldi, M., Azzone, G., 2004, “Benchmarking University Activities: An Italian Case Study”, Financial accountability & Management, 20, 2, 205-220.
- Arnaboldi, M., Azzone, G., 2005, “Performance Measurement and change: the case of Italian new public administration”, International Journal of Business Performance Measurement, 7, 1, 1-15.
- Arena, M., Azzone, G., 2005, “ABC, Balanced Scorecard, EVA: an empirical study on the adoption of innovative management accounting techniques”, International journal of accounting, auditing and performance evaluation, 2, 3, 206-24.
- Arnaboldi, M., Azzone, G., 2005, “Incrementalism and strategic change: a university’s experience”, The international journal of educational management, 19, 7, 552-63
- Arena, M., Arnaboldi, M., Azzone, G., 2006, “Internal audit in Italian organizations: a multiple case study”, Managerial Auditing Journal, 21, 3, 275-292.
- Arnaboldi, M., Azzone, G., 2006, "Activity Based Costing and Management in Budgetary Devolution and University Reforms" Accounting, Accountability & Performance, 12, 1, June.
- Arena, M., Azzone, G., 2008, "Internal Audit Departments: adoption and characteristics in Italian companies" International Journal of Auditing, 11, 2, 91-114
- Azzone, G., Manzini, R., 2008, “Quick and dirty technology assessment: the case of an Italian Research Centre”, Technology forecasting and social change, 75, 1324–1338.
- Agasisti, T., Arnaboldi, M., Azzone, G., 2008, “Strategic management accounting in universities: the Italian experience”, Higher education, 55, 1.
- Arena, M., Arnaboldi, M., Azzone, G., Carlucci, P., 2009, “Developing a Performance Measurement System for University Central Administrative Service “Higher Education Quarterly”, 63, 3, 237-263
- Arena, M., Azzone, G., 2009, “Identifying organizational drivers of internal audit effectiveness” International Journal of Auditing, 13, 1, 43-60.
- Arnaboldi M., Azzone G., Palermo, T.,  2010, “Managerial innovations in central government: Not wrong but hard to explain”, International Journal of Public Sector Management, 23, 1,  78-93
- Arena, M., Arnaboldi, M., Azzone, G., 2010, “Student Perception and Central Administrative Services: the case of higher education in Italy”,  Studies in Higher Education, 35, 8.
- Arena, M., Azzone, G., 2010, “A process-based approach to select key sustainability indicators for steel companies”, Ironmaking and steelmaking: processes, products and applications, 14: 111–129
- Arena, M., Arnaboldi, M., Azzone, G., 2010, “The organizational dynamics of Enterprise Risk Management”, Accounting Organization and Society, 35, 659-675-
- Azzone G., Palermo, T.,  2011, “Adopting performance appraisal and reward systems; a qualitative analysis of public sector organisational change”, Journal of Organizational Change Management,  24, 1.
- Arena, M., Arnaboldi, M., Azzone, G., 2011, “Is Enterprise Risk Management Real?”, The Journal of risk research, forthcoming.
- Silvestri, A. Arena, M. Cagno, E., Trucco P., Azzone, G., 2011, "Enterprise Risk Management from Theory to Practice: The Role of Dynamic Capabilities Approach – the “Spring” Model”, in Wu, D.D., ed., Quantitative Financial Risk Management, Volume 1, Part 3, 281-307, DOI: 10.1007/978-3-642-19339-2_22, Springer;
- Agostino, D., Arena, M., Azzone, G., Dal Molin M., Masella, C., 2012, “Developing a performance measurement system for public research centres”, International Journal of Business Science and Applied Management, Vol. 7, No. 1, pp. 43-60.
- Arena, M., Azzone, G., 2012, “A process-based operational framework for sustainability reporting in SMEs”, Journal of small business and enterprise development, ISSN 1462-6004 vol. 19 (4), pp. 669-86
- Arena,, M., Azzone, G., Platti, M., 2012, “ISO14001: Motivations and Benefits in the Italian Metal Industry”, International Journal of Engineering Business Management, . ISSN 1847-9790 vol. 4 (28), pp. 1-9
- Arnaboldi, M., Azzone, G., 2013,  “Case study of “peak performing” public sector units, and successful change efforts”, in. Noblet, A., ed., Human Resource Management in The Public Sector, ISBN 9780857937322, pp.286-302
- Arena, M., Azzone, G., Conte, A., 2013, “A streamlined LCA framework for supporting early decision making process in vehicles development”, Journal of Cleaner Production, ISSN 0959-6526 vol. 41, pp. 105-13
- Arena, M., Azzone, G., Bengo, I., 2013, “Performance measurement for social enterprises”, Voluntas: International Journal of Voluntary and Nonprofit, ISSN 0957-8765 vol. 26 (2), pp. 649-72
- Arena, M. Azzone, G., Ferretti, G., Cagno, E., Prunotto, E., Silvestri, A., Trucco, P., 2013, “Integrated Risk Management through dynamic capabilities within project-based organizations: the Company Dynamic Response Map”, Risk Management, ISSN 1460-3799 vol. 15, pp.50-77
- Arena, M., Azzone, G., Cagno, E., Silvestri, A., Trucco, P., 2014. “A model for operationalizing ERM in project-based operations through dynamic capabilities”, International Journal of energy sector management,  ISSN 1750-6220 vol. 15 (1), pp.50-77
- Arena, M., Azzone, G., Franchi, F., Malpezzi, S., 2015, “Infomobility: a holistic framework for a literature review”. International Journal of critical infrastructures, ISSN 1475-3219,  pp.115-135
- Arena, M., Azzone, G., Conte, A., Vantini, S., Secchi, P., 2015, “Measuring downsize reputational risk in the oil and gas industry”, in Complex Models and Computational Methods in Statistics ISBN 9783319111483, pp. 37-52
- Arena, M., Azzone, G., Colorni, A., Conte, A., Luè, A., Nocerino, R., 2015. “Service design in electric vehicle sharing: evidence from Italy”, IET Intelligent Transport Systems, ISSN 1751-956X, vol. 9 (2) pp.145-155
- Arena, M., Azzone, G., Malpezzi, S., 2015, “Review on the Infomobility Quality - A new framework”, IET Intelligent Transport Systems, ISSN 1751-956X, vol. 9 (2) pp.881-886
- Bengo, I., Azzone, G, Arena, M., Calderini, M., 2016, “Indicators and metrics for social business: a review of current approaches”, Journal of social entrepreneurship, 7(1), 1-24
- Agostino, D., Arnaboldi, M., Azzone, G., 2016, “Performance Measurement in Public Networks”, In Azevedo, G., Ferreira, A., Marques, R. and Oliveira, J., Global Perspectives on Risk Management and Accounting in the Public Sector, IGI Global, 4-4, 1824-46
- Arnaboldi, M., Azzone, G., Sidorova, Y., 2017, “Governing social media: the emergence of hybridised boundary objects”, Accounting, Auditing & Accountability Journal, 30(4), 821-49.
- Arena, M., Azzone, G. & Bengo, I., 2017, “Traditional and Innovative Vehicle-Sharing Models”, in: Savaresi, S. and Colorni, A. (Eds.). Electric Vehicle Sharing Services for Smarter Cities. Springer. Research for Development.
- Agostino, D., Arnaboldi, M., Azzone, G., 2018, “Social Media Data into Performance Measurement Systems: Methodologies, Opportunities and Risks”, In Marques, R. Modernization and Accountability in Public Sector Management, IGI Global, DOI: 10.4018/978-1-5225-3731-1.ch012
- Arena, M., Azzone, G., Mapelli, F., 2018, “What drives the evolution of Corporate Social Responsibility strategies? An institutional logics perspective”, Journal of Cleaner Production, January, 345-355.
- Azzone, G., 2018, “Big Data and Public Policies: Opportunities and Challenges”, Statistics and Probability Letters, 136, may, 116-120.
- Azzone, G., Balducci, S., 2018, “The Futur-e project and the role of Politecnico di Milano“, Territorio,
- Mapelli, F., Arena, M., Azzone, G., 2019, “Corporate Social Responsibility strategies in the utilities sector: A comparative study”, Sustainable Production Consumption, vol. 18, april, 83-95
- Azzone, G., Soncin, M., 2019, “Factors Driving University Choice: A Principal Component Analysis on Italian Institutions”, Studies in Higher Education
- Arena, M., Azzone, G., Piantoni, G., 2019, “Shared Value Creation During Site Decommissioning: A Case Study from the Energy Sector”, Journal of Cleaner Production
- Arnaboldi, M., Azzone, G., 2020, “Data Science in the Design of Public Policies: Dispelling the Obscurity in Matching Policy Demand and Data Offer”, Heliyon
- Agasisti, T., Azzone, G., Soncin, M., 2021, “Assessing the Effect of Massive Open Online Courses as Remedial Courses in Higher Education”, Innovations in Education and Teaching International, https://doi.org/10.1080/14703297.2021.1886969
- Arena, M., Azzone, G., Grecchi, M., Piantoni, G., 2021, “How can the waste management sector contribute to overcoming barriers to circular economy”, Sustainable Development, forthcoming
- Urbano, V.M., Arena, M., Azzone, G., 2021, “Future-Oriented Technology Analysis: A Classification Framework”, in Schallmo, D.R.A., Tidd, J., Digitalizazion, Springer, 19-37.
- Didkovskyi, O., Azzone, G., Menafoglio, A., Secchi, P., 2021, “Social and material vulnerability in the face of seismic hazard: an analysis of the Italian case”, Journal of the Royal Statistical Society, forthcoming
- Arena, M., Azzone, G., Piantoni, G., 2021, “Uncovering Value Creation in Innovation Ecosystems: Paths towards Shared Value”, European Journal on Innovation Management, forthcoming
- Torti, A., Arena, M., Azzone, G., Secchi, P., Vantini, S., 2021, “Bridge closure in the road network of Lombardy: a spatio-temporal analysis of the socio-economic impacts”, Statistical Methods & Applications, https://doi.org/10.1007/s10260-021-00620-3
- Arena, M., Azzone, G., Dell’Agostino, L., Scotti, F., 2022, “Precision policies and Local Content targets in resource-rich developing countries: the case of the oil and gas sector in Mozambique”, Resources policy.
- Azzone, G., 2022, Study on the Value of the Innovation Partnership, Publication Office of the European Union, Luxembourg
- Arena, M., Azzone, G., Ratti, S., Urbano, V.M., 2022, “Sustainable Development Goals and corporate reporting: An empirical investigation of the oil and gas industry",  Sustainable Development